# Bräcke (comune)
Bräcke è un comune svedese di 6 902 abitanti, situato nella contea di Jämtland. Il suo capoluogo è la cittadina omonima.

## Località
Nel territorio comunale sono comprese le seguenti aree urbane (tätort):
| # | Località    | Popolazione |
| - | ----------- | ----------- |
| 1 | Bräcke      | 1.566       |
| 2 | Gällö       | 758         |
| 3 | Kälarne     | 492         |
| 4 | Pilgrimstad | 405         |

## Amministrazione

### Gemellaggi
- Pedersöre
- Taheva
- Karula
- Cassà de la Selva